# 타이핑구 (타이중시)

타이핑구의 위치

타이핑구(한국어: 태평구, 중국어: 太平區, 병음: Tàipíng Qū)는 중화민국 타이중시의 시할구이다. 넓이는 120.7473km2이고, 인구는 2015년 8월 기준으로 183,316명이다.

## 지리
타이핑구는 동쪽으로 난터우현 궈싱향, 북동쪽으로 신서구, 서쪽으로 타이중시, 남서쪽으로 다리구, 우펑구와 접한다. 전체 면적의 4/5가 산지이고 동쪽은 중양산맥과 쉐산산맥의 산지이며, 서쪽의 타이중 분지에 전체 인구의 90%가 집중한다. 연평균 기온은 22.3도, 평균 습도는 77%, 연평균 강수량은 1,700mm이다.

## 역사
타이핑구의 옛 이름은 조송두(鳥松頭), 조용두(鳥榕頭), 조총두(鳥銃頭), 자종두(蔗種頭) 등이 전해지고 있다. 그 유래로는 많은 설이 있지만, 모두 명확한 증거가 없는 상태이다. 타이핑의 유래는 태평임가(太平林家)가 삼정산에 망루를 설치해, 입식자를 보호한 것에서 '태평'이라고 명명되었다는 설과 청일전쟁 후에 일본군이 주둔하면서 각지에서 일본 통치에 반대하는 세력과의 충돌이 계속되었지만, 이곳에 이르렀을 때는 아무런 저항을 받지 않았기 때문에 '태평'이 되었다고 하는 설이 있다.
1895년까지 타이핑은 현재의 타이중시 중구, 둥구, 난구 전역, 시구, 베이구, 우르구의 일부를 포함해 남흥보(藍興堡)로 불렸고 대만부 대만현에 속하고 있었다. 시모노세키 조약으로 일본에 할양 되면서, 1896년에 다이추현 다이추 변무서 란쿄보로 이어졌고 1901년에 다이추청 란쿄보로 개칭되었다. 1920년의 지방 행정구의 개정으로 다이추주 다이톤군(大屯郡)으로 개칭되는 것과 동시에 태(太)를 대(大)로 고친 일본식 지명인 오타이라장(大平庄)이 탄생했다. 1945년의 종전으로 타이중현 다툰구 타이핑향, 1950년에 타이중현 타이핑향으로 개칭되었다. 1996년 시로 승격해 타이핑시가 되었고 2010년 12월 25일 타이중현과 타이중시가 합병되어 직할시로 승격되면서 타이핑구가 되었다.

## 교육
- 국립 친이 과기대학